# Herb powiatu średzkiego (wielkopolskiego)
Herb powiatu średzkiego – jeden z symboli powiatu średzkiego, autorstwa Michała Marciniaka-Kożuchowskiego, ustanowiony 27 października 2005.

## Wygląd i symbolika
Herb przedstawia na tarczy w polu czerwonym orła srebrnego o złotym dziobie i złotych szponach, ze złotą półksiężycową  przepaską  u  góry  piersi (symbol województwa wielkopolskiego), a na jego piersi tarczę sercową, w której w czerwonym polu znajduje się lew wspięty złoty, patrzący.